# Badeværelse
Et badeværelse er et rum i en bolig, der anvendes til bad, toiletbesøg og anden personlig pleje. Typisk indeholder et badeværelse et wc og en håndvask. Ydermere kan der være bruser, badekar, bidet, spejl, og der kan være tilknyttet sauna.
På grund af vandbelastningen er badeværelset oftest etableret med f.eks. gulvafløb og fliser. I Danmark er der indført love og regler om, hvordan nye badeværelser skal konstrueres. Disse love skelner mellem fugtig zone og vådzone. Vådzone er området omkring bruser indtil en halv meter fra dem. Dette gælder også for håndvaske, hvor armaturet har bruser monteret. Er der badekar eller lign, betragtes hele badeværelset som vådzone. Døre til badeværelser skal være med fast bundstykke. De særlige forholdsregler bevirker, at badeværelset er et af de dyreste rum i boligen.
Gennem flere år har der ved byfornyelsesprojekter i særligt de store byer været fokus på etablering af badeværelser i alle lejligheder. I 2008 var det således blot lidt over 1 procent af den danske boligmasse, der ikke havde badeværelse eller adgang til et bad.